# 토마스 터니스테
토마스 터니스테(에스토니아어: Toomas Tõniste, 1967년 4월 26일~) 또는 토마스 헤이노비치 티니스테(러시아어: То́омас Хе́йнович Ты́нисте)는 에스토니아의 요트 선수, 정치인이다. 소련과 에스토니아 요트 국가대표로 활동했으며 1988년 하계 올림픽에서 470급 은메달을 획득했고 1992년 하계 올림픽에서 470급 동메달을 획득했다.
그는 이사마당의 당원이며 2007년부터 2015년까지 리기코구 의원을 역임했으며 2017년부터 2019년까지 에스토니아 재무부 장관을 지냈다.

## 개인사
쌍둥이 형제인 터누 터니스테 또한 요트 선수로 함께 에스토니아 470급 국가대표로 활동했다.